# Cherves
Cherves ist eine Gemeinde mit 516 Einwohnern (Stand: 1. Januar 2022) im Nordwesten des Départementes Vienne in Frankreich. Die Gemeinde gehört zum Arrondissement Poitiers und zum Kanton Migné-Auxances (bis 2015: Kanton Mirebeau).

## Geographie
Cherves liegt etwa 29 Kilometer nordwestlich von Poitiers. Umgeben wird Cherves von den Nachbargemeinden Doux im Norden, Maisonneuve im Nordosten, Vouzailles im Osten, Maillé im Osten und Südosten, Ayron im Südosten, Chalandray im Süden sowie Thénezay im Westen.

## Bevölkerungsentwicklung
| Jahr                      | 1962 | 1968 | 1975 | 1982 | 1990 | 1999 | 2006 | 2013 |
| ------------------------- | ---- | ---- | ---- | ---- | ---- | ---- | ---- | ---- |
| Einwohner                 | 774  | 720  | 623  | 597  | 516  | 500  | 569  | 576  |
| Quelle: Cassini und INSEE |      |      |      |      |      |      |      |      |

## Sehenswürdigkeiten

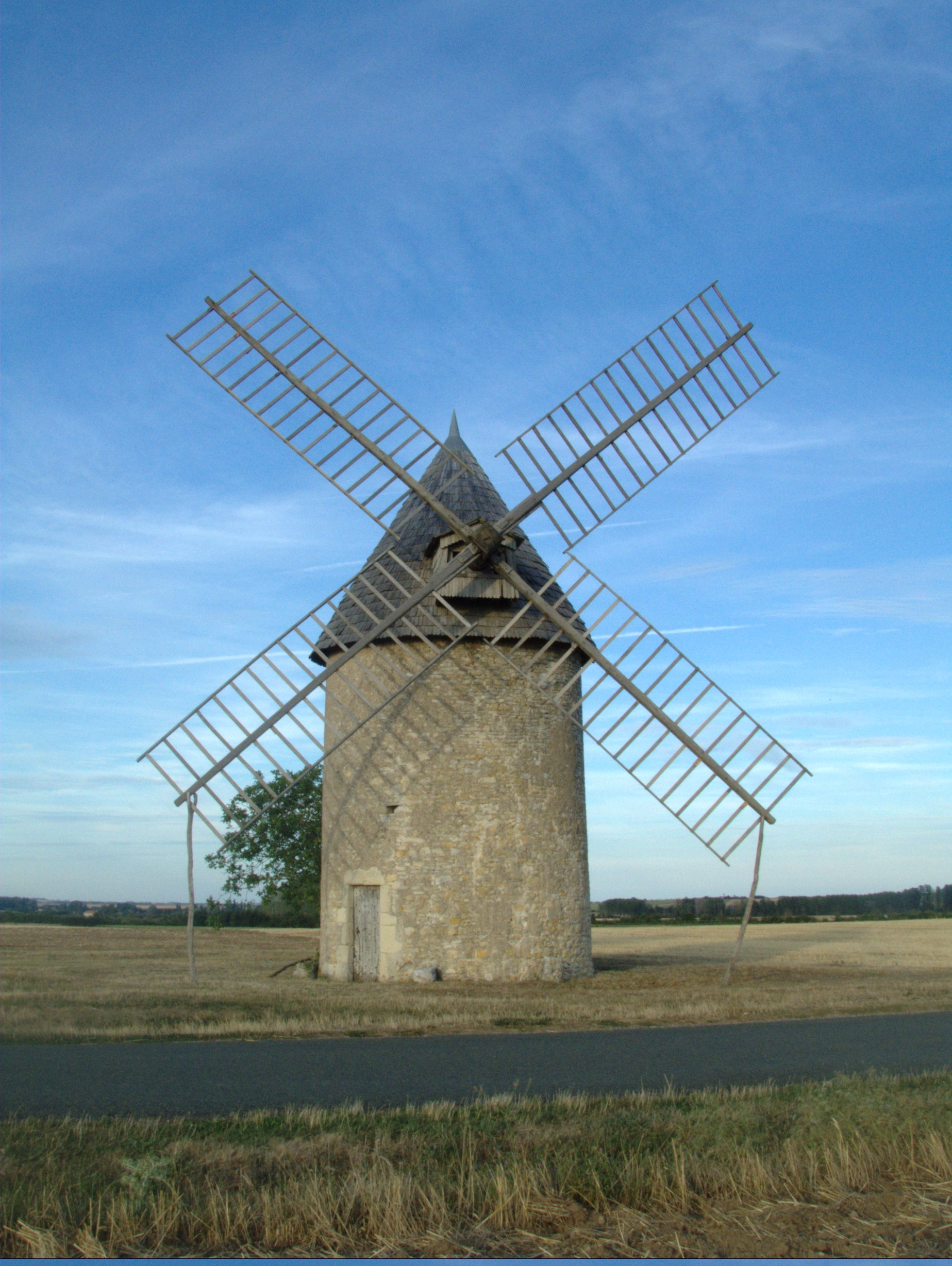
Windmühle von Tol

- Kirche Saint-André aus dem 11. Jahrhundert
- Kapelle Notre-Dame-de-Pitié
- Burg aus dem 11./12. Jahrhundert
- Schloss Beauvais
- Mühle Tol aus dem 18. Jahrhundert

## Gemeindepartnerschaften
Über den Gemeindeverband bestehen Partnerschaften mit den Gemeinden 
- Bassemyam in Burkina Faso
- Membrilla in Kastilien-La Mancha (Spanien)
- Regen in Niederbayern (Deutschland)
- Saint-Raymond in der Provinz Québec (Kanada).